# Kombinat Kali
Das Kombinat Kali war ein 1970 gegründetes Industriekombinat der DDR. Zu dem Kombinat gehörten alle Kali- und Steinsalzwerke sowie Spatgruben der DDR.

## Vorgeschichte

### SAG Kali

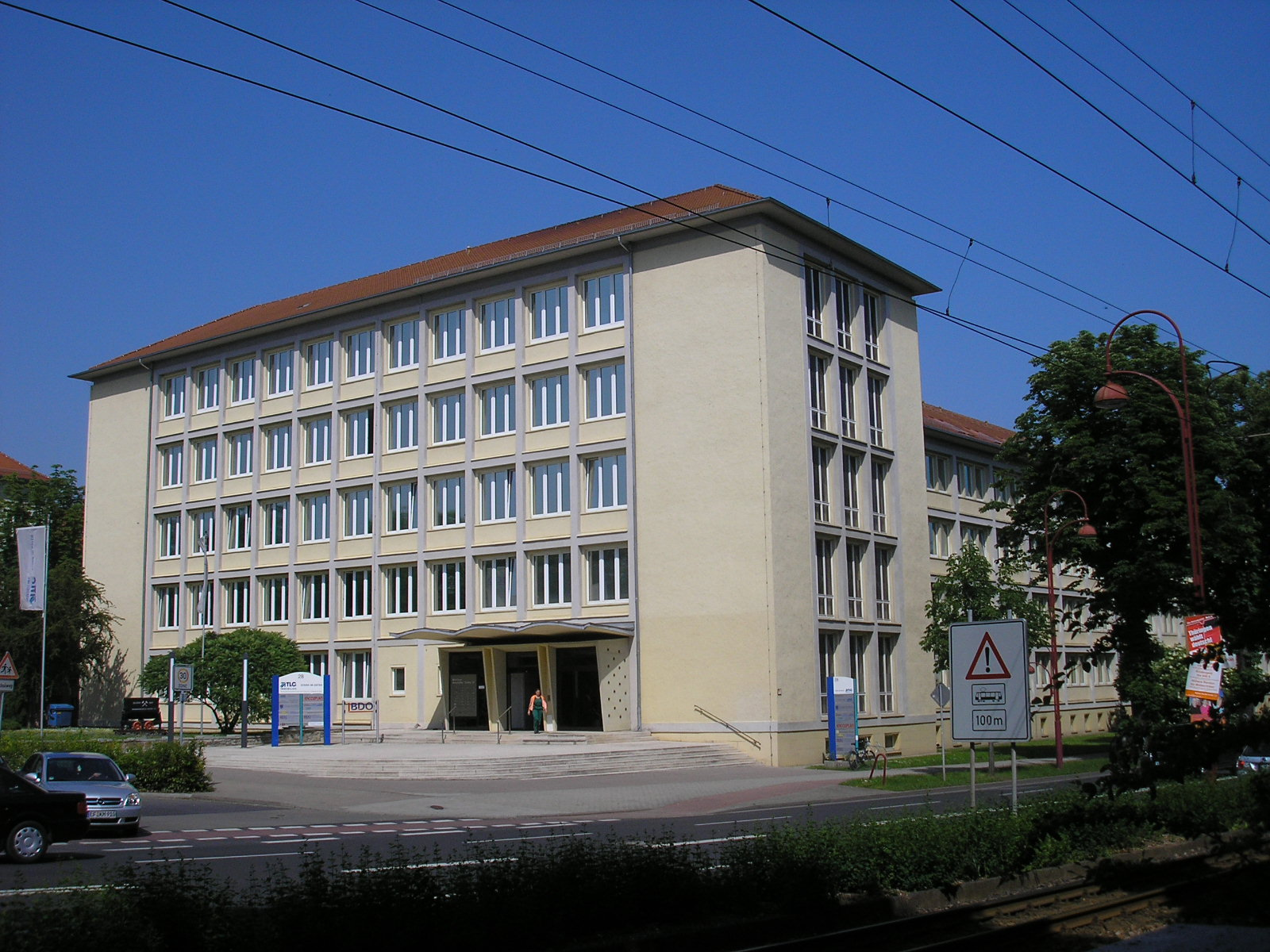
Verwaltungsgebäude der VVB Kali in Erfurt

Die im Zweiten Weltkrieg weitestgehend unversehrt gebliebenen Werke der Kaliindustrie auf dem Gebiet der Sowjetischen Besatzungszone wurden 1946 zunächst als Sowjetische Aktiengesellschaft (SAG) Kali in sowjetisches Eigentum überführt und deren frühere Eigentümer (Wintershall AG, Preußag und Salzdetfurt AG) enteignet. 1948 wurden mehrere Werke aus der SAG Kali herausgelöst und mit einem Teil dieser Werke die SAG Sylvinit und die SAG Kainit gegründet. Der Rest der herausgelösten Werke wurde an die Länder Thüringen und Sachsen-Anhalt übergeben, woraus ein Jahr später die Vereinigung Volkseigener Betriebe (VVB) Kali- und Salze Halle entstand. In der SAG Kali selbst verblieben nur die Werke an der Werra. 1952 wurden die Kaliwerke der drei SAG an die DDR zurückgegeben und zusammen mit den Werken der VVB Kali- und Salze Halle der Hauptverwaltung Kali- und Nichterzbergbau Berlin (ab 1956 Erfurt) übergeben. 1958 ging daraus die VVB Kali in Erfurt hervor. Die einzelnen Kali- und Steinsalzwerke wurden bis zu diesem Zeitpunkt relativ autark verwaltet, die übergeordneten Strukturen dienten weitestgehend einer planwirtschaftlichen Koordinierung in Fragen des gesamten Industriezweigs und bezüglich des Exports.

### VEB Kalikombinat Werra
Bereits 1959 kam es zur Gründung des ersten Kombinats innerhalb der VVB, wobei hier alle selbständigen Betriebsstrukturen aufgelöst und die einzelnen Werke direkt der Direktion unterstellt wurden.

### Eingliederung der Spatbetriebe
Mit der Auflösung der VVB NE-Metalle Eisleben 1967 wurden die VEB Harzer Spatgruben Rottleberode und Vogtlandgruben Lengenfeld (bis dahin VEB Wolfram-Zinnerzbetrieb Pechtelsgrün) sowie der VEB Thüringer Spat- und Eisenerzgruben Schmalkalden in die VVB Kali eingegliedert. Dies erfolgte, obwohl diese Bergwerksbetriebe durchweg Ganglagerstätten abbauten und aufgrund dessen völlig andere Abbauverfahren anwendeten. In diesen Betrieben wurde die Eisen- und NE-Erzförderung immer weiter, zum Teil vollständig, zu Gunsten der Fluss- und Schwerspatförderung zurückgefahren. Damit erfolgte eine stärkere Exportausrichtung, wie dies in der Kaliindustrie bereits der Fall war.

## Kombinat Kali Sondershausen

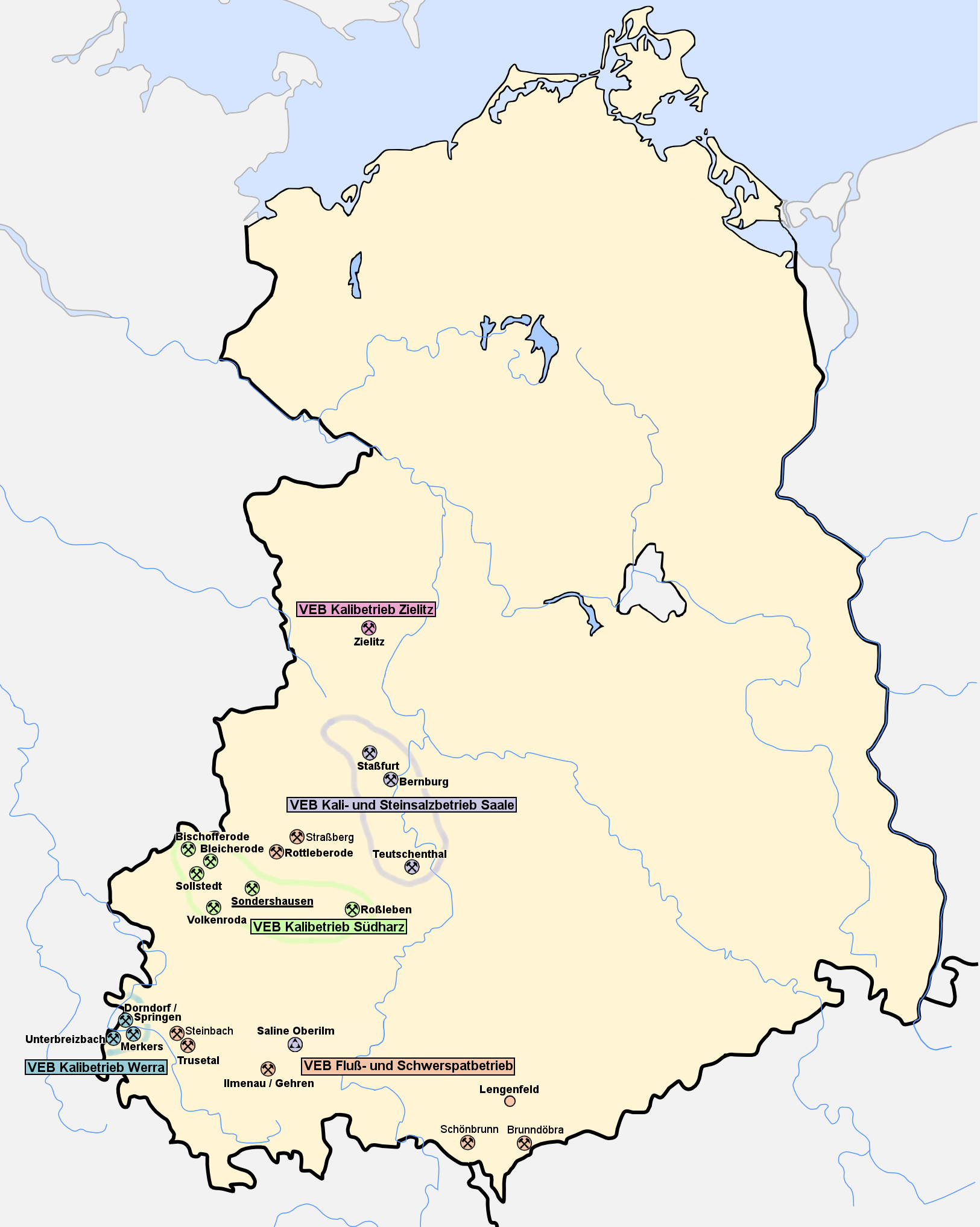
Betriebsstandorte

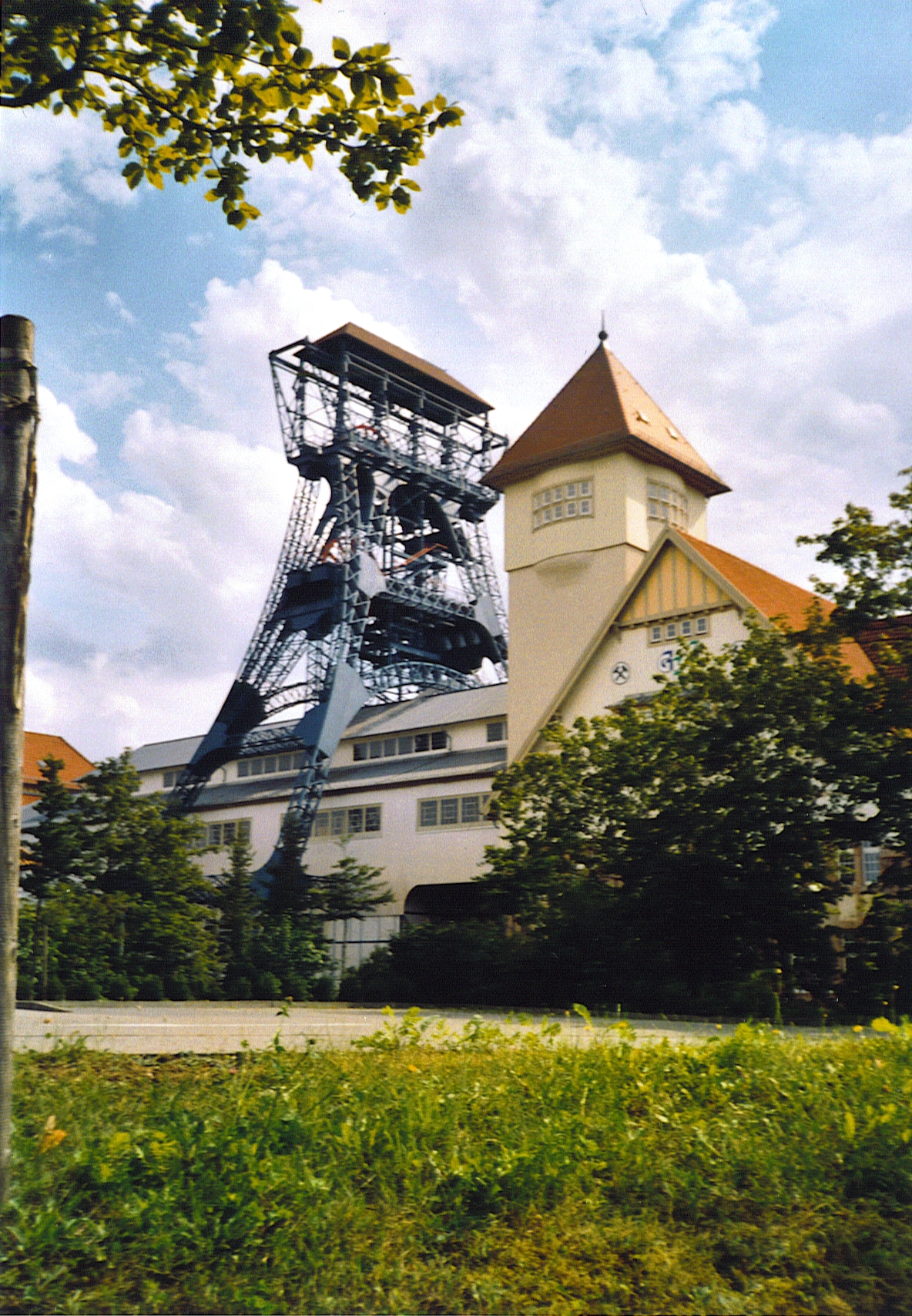
Kaliwerk Sondershausen – Petersenschacht (Schacht II)

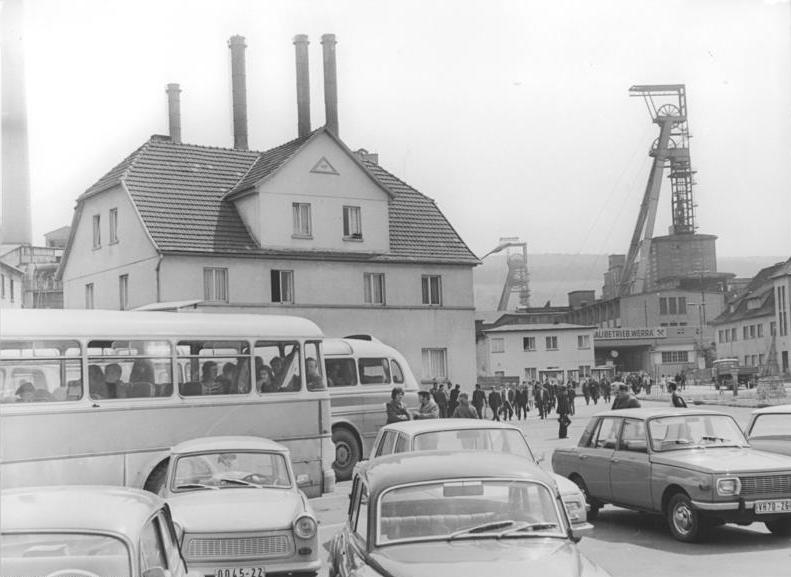
Kaliwerk Merkers 1974

Am 1. Januar 1970 wurde die VVB Kali aufgelöst und daraus das Volkseigene Kombinat Kali gegründet, der Kombinatssitz wurde nach Sondershausen verlegt. Die bisher selbstständigen Einzelwerke wurden auf Basis der Reviere zu Betrieben (VEB) zusammengefasst. Lediglich die Spat- und Erzbetriebe wurden zu einem Kombinatsbetrieb zusammengefasst, dessen Werke den Revieren, die zum Teil beträchtlich auseinanderlagen, entsprachen. Die einzelnen Bergwerke wurden hier noch zusätzlich als Werksabteilungen den Werken nachgegliedert. Letzteres hatte allerdings ausschließlich technologischen und arbeitsorganisatorischen Charakter und auf die Verwaltungshierarchie kaum Einfluss. Das Kombinat unterstand dem Ministerium für Erzbergbau, Metallurgie und Kali der DDR. Weitere Kombinate im Zuständigkeitsbereich des Ministeriums können in der Liste von Kombinaten der DDR eingesehen werden.

### Struktur

#### VEB Kalibetrieb Südharz – Sondershausen
- Kaliwerk Sondershausen
- Kaliwerk Roßleben
- Kaliwerk Sollstedt
- Kaliwerk Bleicherode
- Kaliwerk Bischofferode
- Kaliwerk Volkenroda

#### VEB Kalibetrieb Werra – Merkers
- Kaliwerk Merkers
- Kaliwerk Dorndorf
- Kaliwerk Unterbreizbach

#### VEB Kali- und Steinsalzbetrieb Saale – Staßfurt
- Kaliwerk Staßfurt
- Steinsalzwerk Bernburg
- Kaliwerk Teutschenthal
- Werk Saline Oberilm

#### VEB Fluß- und Schwerspatbetrieb Lengenfeld
- Werk Lengenfeld
- Werk Ilmenau
- Werk Schmalkalden (Trusetal)
- Werk Rottleberode

#### VEB Bergwerksmaschinen Dietlas
- Werk Dietlas
- Werk Obergruna

#### VEB Kalibetrieb Zielitz
Der VEB Kalibetrieb Zielitz kam 1973 als Neugründung auf neuer Lagerstätte hinzu.

## Produkte
Als Hauptprodukte stellte das Kombinat vor allem die Mineraldüngemittel Kainit, Kalidüngemittel (K40, K50, K60), Kaliumchlorid, Kamex, Kalkammonsalpeter, Kaliumsulfat und Emge-Kali, Grundchemikalien wie Natriumchlorid (Streu- und Speisesalz), Magnesiumchlorid, Brom und Bromsalze sowie die Spatprodukte Flussspat, Farbspat, Reduzierspat, Belastungsspat und Eisenerzkonzentrate als Verhüttungszuschläge (Maxhütte) her. Bergwerksmaschinen wurden im VEB Bergwerksmaschinen Dietlas zum größten Teil für den Eigenbedarf und teilweise für andere Bergbaubetriebe der DDR hergestellt.
Im Kaliwerk Volkenroda wurde darüber hinaus untertägig Erdöl hoher Qualität gefördert. In den achtziger Jahren wurden zusätzlich, im Rahmen der allgemein verordneten Konsumgüterproduktion, allerlei Nebenprodukte verschiedener Art hergestellt, die meist nichts mit dem Bergbau oder der Kaliproduktion zu tun hatten. Mit der Herstellung von 3,2 Mio. Tonnen K2O durch das Kombinat im Jahr 1989 stand die DDR an dritter Stelle im weltweiten Vergleich der Kalidüngemittelproduktion.

## Besonderheiten einzelner Werke

### Kaliwerk Volkenroda
Mit 1106 m Teufe wäre der geplante Schacht Rockensußra der tiefste gewesen, die Teufe wurde jedoch nur erbohrt, und der Schacht kam bis zur Schließung des Werks nicht über die Vorteufe hinaus. Der Schacht Pöthen I war mit einer Teufe von 1050 m der tiefste Schacht des Kombinats und zählt mit zu den tiefsten Kalischächten Deutschlands – alle drei Schächte des Werks Volkenroda erreichen Teufen von über 1000 m. Auf der Grube Volkenroda wurde bis 1991 Erdöl unter Tage gefördert. Die Erdöllagerstätte wurde 1930 infolge mehrerer Explosionen mit Todesopfern entdeckt.

### Kalibetrieb Werra
Während auf den meisten Kalibergwerken vorwiegend brennbare Gase und damit verbundene Schlagwettergefahren ein Problem waren, kam es im Werra-Kalirevier immer wieder zu tödlichen Unfällen mit Kohlendioxid. Das im Tertiär entstandene Kohlendioxid ist kristallin im Salz gebunden und konnte infolge von Schlageinwirkung massiv freigesetzt werden. Darüber hinaus sammelte es sich in Senken. In diesen CO2-Seen kamen trotz Vorsichtsmaßnahmen immer wieder Bergleute ums Leben. Um eine Gefährdung während der Sprengungen auszuschließen, wurde in den Werra-Gruben zentral gesprengt. Allerdings führte das häufig zu noch stärkeren Ausbrüchen mit zum Teil verheerenden Folgen. Am 13. März 1989 kam es zu einem CO2-Ausbruch mit einem Gebirgsschlag, der zu Gebäudeschäden in mehreren Ortschaften führte und in der Gemeinde Völkershausen fast 80 % der Bebauung beschädigte.

### Fluss- und Schwerspatbetrieb
Sämtliche Gruben des Betriebes waren radonbelastet, was trotz der verhältnismäßig kleinen Grubengebäude zu teilweise aufwendigen Bewetterungssystemen führte, um weitestgehend Überdruck in den Gruben zu gewährleisten.

## Auflösung des Kombinats

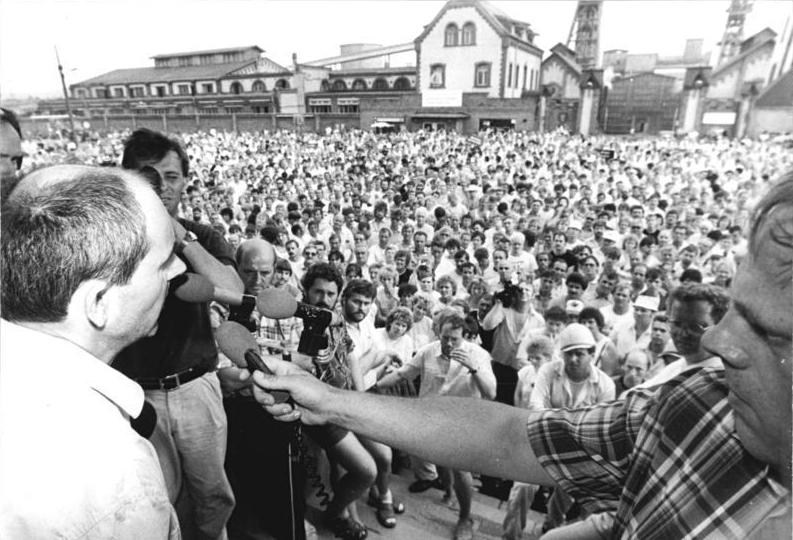
Protestkundgebung in Bleicherode

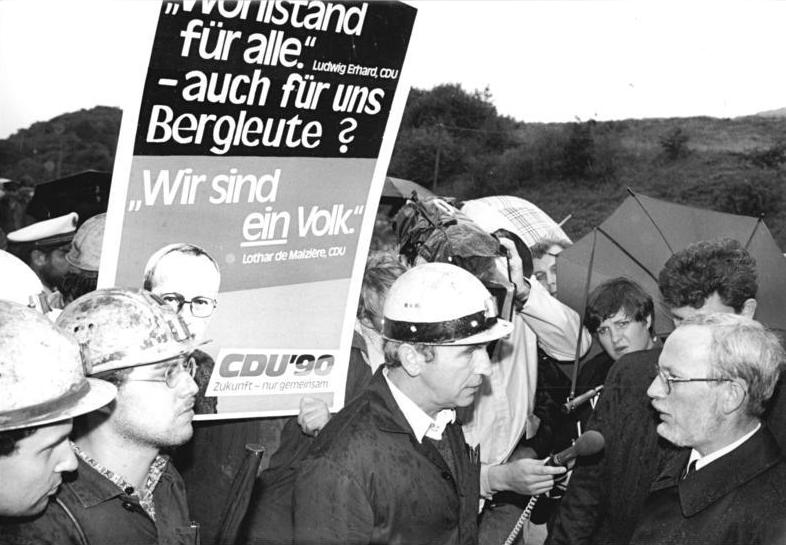
Petition der Trusetaler Bergleute an Lothar de Maizière

Nach der Wende wurden im Juni 1990 aus dem Kombinat heraus die Kali-Südharz AG, die Kali-Werra AG, die Kali-Zielitz AG und die Fluß- und Schwerspat GmbH gegründet und das Kombinat als solches, als Holding der vorgenannten Gesellschaften, in die Mitteldeutsche Kali AG umgewandelt. Alleiniger Eigentümer war die Treuhandanstalt. Am 8. Dezember 1992 stimmte der Verwaltungsrat der Treuhandanstalt einem Beschlussvorschlag zu, der die Fusionierung der MdK mit der K+S AG vorsah. Die Kali-Werra AG, die Kali-Zielitz AG und das Steinsalzwerk Bernburg fusionierten 1993 mit der Kali und Salz GmbH. Am 8. Mai 1993 wurde der Kalivertrag abgeschlossen. Der Kalifusionvertrag war lange Zeit vertraulich und wurde erst 2014 öffentlich.
Auf den übrigen Kali- und Salzbergwerken sowie auf den Spatbergwerken wurde die Produktion eingestellt und diese von der treuhandeigenen Gesellschaft zur Verwahrung und Verwertung von stillgelegten Bergwerksbetrieben mbH (GVV) übernommen und verwahrt. Die Kaliwerke Sondershausen, Bleicherode, Sollstedt und Teutschenthal wurden von Entsorgungsgesellschaften übernommen und werden zu Deponiezwecken weiterbetrieben. Aufgrund der geplanten Schließungen kam es seit 1990 in vielen Werken zu massiven Arbeitskampfmaßnahmen (Grubenbesetzungen, Hungerstreik), welche 1993 in Bischofferode ihren Höhepunkt fanden. Das Ende des Kali-Bergbaus im Südharz hatte massive wirtschaftliche Folgen, von denen sich besonders kleinere Orte ohne andere wirtschaftliche Perspektive wie Roßleben oder Bleicherode bis heute nicht erholt haben. Dies ging mit den höchsten Arbeitslosenquoten innerhalb Thüringens und einer verstärkten Abwanderung einher.